# Colomba (Guatemala)
Colomba è un comune del Guatemala facente parte del dipartimento di Quetzaltenango.